# سرزمین دلاوران
سرزمین دلاوران فیلمی به کارگردانی و نویسندگی حسن ساسان پور محصول سال ۱۳۵۱ است.

## خلاصه داستان
پولاد (فخرالدین) و ملک (پوری بنائی) قرار ازدواج گذاشته اند؛ اما جوانی به نام جعفر (شاهین سلحشور) مانع وصلت آن دو است. جعفر به زهره، مادر پولاد، بی حرمتی می کند و پولاد او را مضروب کرده و می گریزد. پولاد به گروهی می پیوندد که امیر (فخرالدین)، موسوم به مارکوچولو، رهبر آن است. حکمران منطقه رستم را نزد مارکوچولو می فرستد تا پرنس (جهانگیر غفاری) را برای مجازات تحویل او بدهد. مارکوچولو پرنس را، که به او پناه آورده، همراه پولاد به منطقه ی امنی می فرستد؛ اما سپاهیان حکمران به آنها حمله می کنند و پرنس را به اسارت می برند. ملک و زهره نیز در زادگاهشان به اسارت گرفته می شوند و مارکوچولو برای نجات آنها می شتابد. زهره با تیر یک یاغی کشته می شود و قبل از مرگ برای شوهرش مارکوچولو فاش می کند که پولاد فرزند اوست. پدر و پسر پس از ... 

## بازیگران
- جونیت آرکین
- پوری بنایی
- محمود تاتار
- جهانگیر غفاری
- شاهین سلحشور
- گلنار
- فری جانسل
- بهجت ناکار
- اوزدمیر هان

## دیگر منابع
- سرزمین دلاوران در بانک جامع اطلاعات سينماى ايران